# حاجی‌لی (فضولی)
حاجی‌لی (به لاتین: Hacılı) یک منطقه مسکونی در جمهوری آذربایجان است که در شهرستان فضولی واقع شده است.